# 101 далматинци (филм)
Вижте пояснителната страница за други значения на 101 далматинци.
„101 далматинци“ (на английски: 101 Dalmatians) американски игрален филм, произведен през 1996 г. от Уолт Дисни Пикчърс, игрален римейк на едноименния анимационен филм от 1961 г.
Във филма участва Глен Клоуз в ролята на Круела де Вил (Злобара де Мон от българския превод). През 2000 година излиза продължението „102 далматинци“.

## Актьорси състав
- Глен Клоуз – Круела де Вил
- Джеф Даниелс – Роджър Диърли
- Джоли Ричардсън – Анита Кембъл-Грийън Диърли
- Джоан Плоурайт – Нани
- Хю Лори – Джаспър
- Марк Уилямс – Хоръс
- Тим МакИнърни – Алонзо
- Джон Шрапнел – Г-н Скинър
- Хъг Фрасър – Фредерик
- Зохрън Уеис – Хърбърт
- Франк Уелкър – Понго и Перди (гласове)

## Дублажи

### Александра Аудио /Александра Видео/ (2001)
| Преводач            | Живко Тодоров                                                           |
| Режисьор на дублажа | Даниела Горанова                                                        |
| Тонрежисьор         | Стамен Янев                                                             |
| Озвучаващи артисти  | Тамара Войс Светлана Смолева Стефан Стефанов Илия Иванов Тодор Георгиев |

### bTV(2009)
| Преводач            | Полина Николова                                                      |
| Режисьор на дублажа | Здрава Каменова                                                      |
| Тонрежисьор         | Наталия Василева                                                     |
| Озвучаващи артисти  | Йорданка Илова Христо Узунов Даниел Цочев Цанко Тасев Ирина Маринова |

### Диема Вижън
| Преводач            | Благовест Костадинов                                                                      |
| Тонрежисьор         | Стефан Дучев                                                                              |
| Режисьор на дублажа | Димитър Кръстев                                                                           |
| Озвучавани артисти  | Ани Василева Нина Гавазова Николай Николов Емил Емилов Александър Митрев Здравко Методиев |